# Cratere Maurolycus

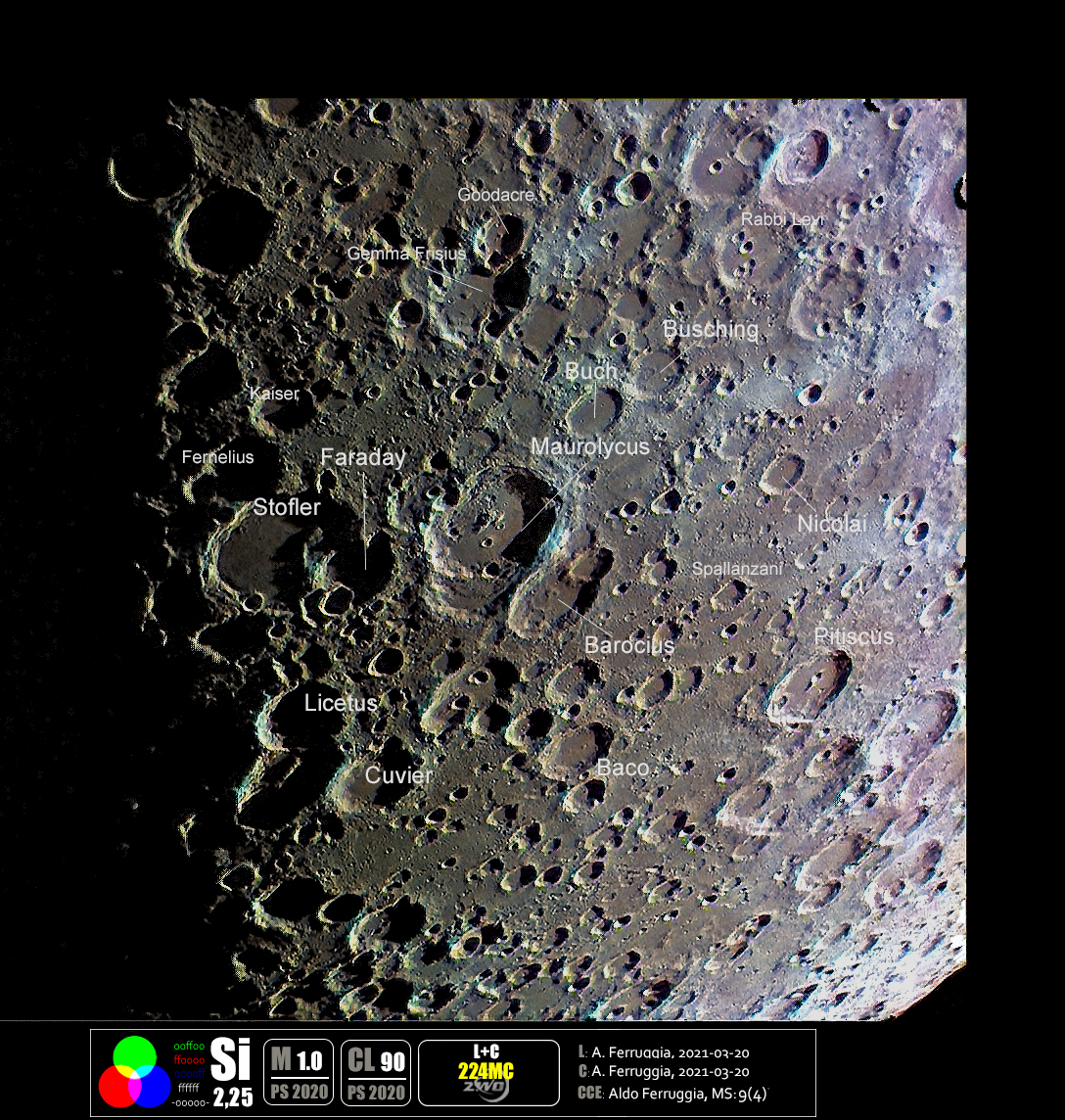
Immagine selenocromatica dell'area del cratere

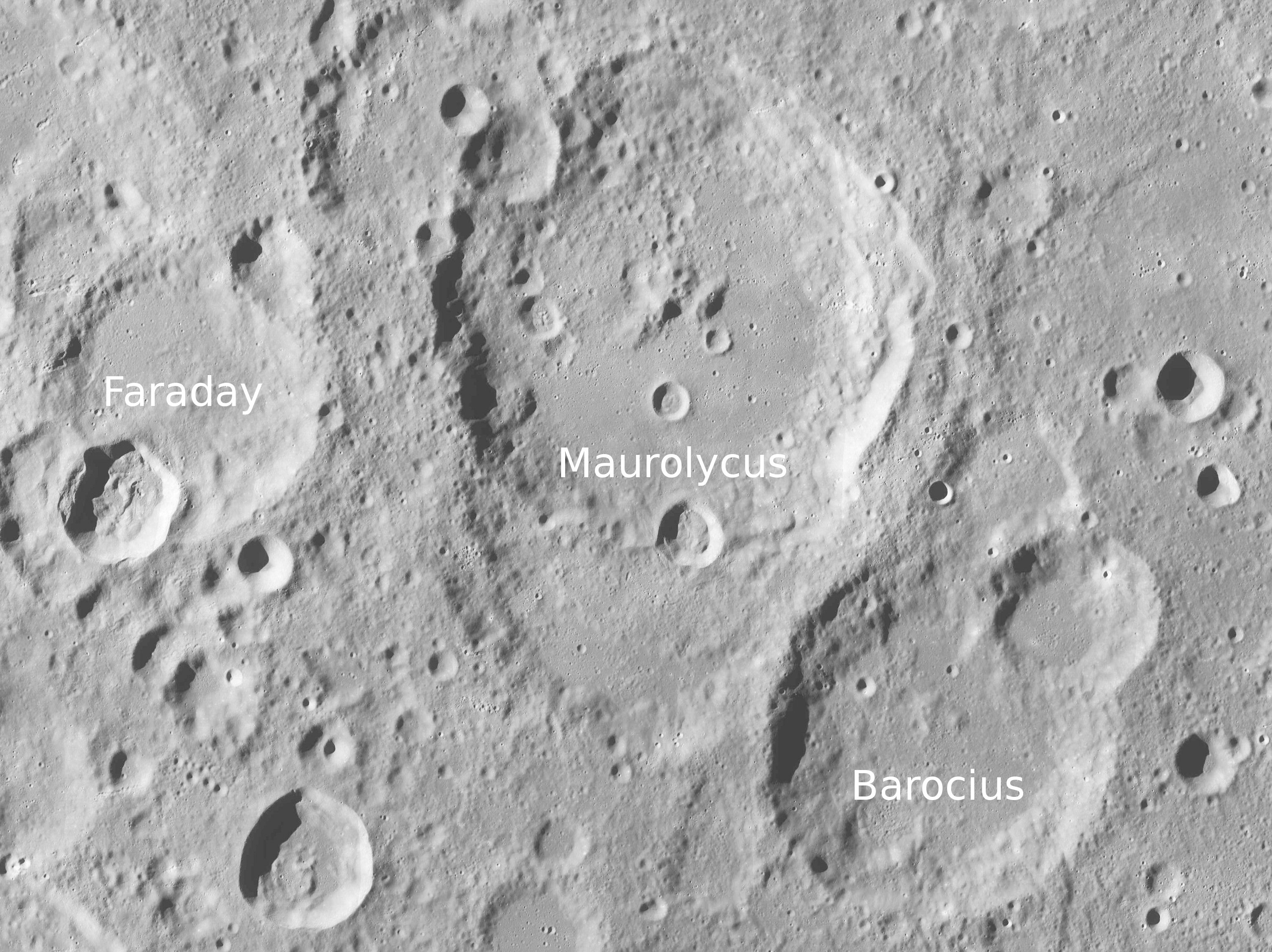
Faraday, Maurolycus e Barocius

Nel quadrante sud-est della Luna possiamo osservare il cratere Maurolycus, una formazione circolare di 117Km che costituisce un'interessante coppia con Barocius. Ha versanti molto scoscesi,  specialmente ad est su cui si trovano Maurolycus D DA e F a nord, Barocius a sud e che presentano una doppia parete a sud-ovest. Pareti molto alte specialmente ad est e su cui si trova Maurolycus A a Sud. Il fondo è piatto con numerosi crateri tra cui Maurolycus J al centro e Maurolycus M ad ovest. Montagna decentrata a Nord, piccoli crateri e linee di creste. La sua formazione risale al periodo Nectariano (da -3.92 miliardi di anni a -3.85 miliardi di anni). Il periodo migliore per la sua osservazione è 6 giorni dopo la Luna nuova oppure 5 giorni dopo la Luna piena.

## Origine del nome
Il nome maurolycus è in memoria di Francesco Maurolico, scienziato italiano del XVI secolo.